# Jana Williams
Jana Williams (* 24. Juni 1980 in Alabama) ist eine US-amerikanische Fotografin und Schauspielerin.

## Leben
Williams wurde in einer kleinen Stadt im US-Bundesstaat Alabama geboren, wo sie auch aufwuchs. Nach ihrer High-School-Zeit zog sie nach New York City, wo sie ein College besuchte. Vier Jahre später zog sie nach Los Angeles, wo sie ihren späteren Ehemann Dave Baez kennenlernte. Über erste Fotografien in der Modebranche bekam sie später erste Aufträge als Hochzeitsfotografin.
Seit 2001 tritt sie in unregelmäßigen Abständen auch als Schauspielerin in Erscheinung. Sie debütierte im Spielfilm Inscrutable Americans und konnte in der Folge weitere Nebenrollen in Spielfilmen besetzen und war außerdem in zwei Episoden der Fernsehserie Schatten der Leidenschaft zu sehen. 2006 war sie in dem Spielfilm The Survivor in der Hauptrolle der Nichole Weller zu sehen. Bis einschließlich 2011 konnte sie Nebenrollen in verschiedenen Filmproduktionen wie Hydra – The Lost Island im Jahr 2009 oder Episodenrollen in MADtv oder Good Job, Thanks! vorweisen.

## Filmografie
- 2001: Inscrutable Americans
- 2004: The Lost Girl Society
- 2005: Juarez, Mexico
- 2006: Schatten der Leidenschaft (The Young and the Restless) (Fernsehserie, 2 Episoden)
- 2006: The Survivor
- 2007: MADtv (Fernsehserie, Episode 12x13)
- 2008: Animal 2
- 2009: Call Back
- 2009: Hydra – The Lost Island (Hydra) (Fernsehfilm)
- 2009: The Outside
- 2011: Double Tap
- 2011: Good Job, Thanks! (Fernsehserie, Episode 1x06)